# Kandi (India)
Kandi è una suddivisione dell'India, classificata come municipality, di 50.345 abitanti, situata nel distretto di Murshidabad, nello stato federato del Bengala Occidentale. In base al numero di abitanti la città rientra nella classe II (da 50.000 a 99.999 persone).

## Geografia fisica
La città è situata a 23° 56' 60 N e 88° 1' 60 E e ha un'altitudine di 19 m s.l.m..

## Società

### Evoluzione demografica
Al censimento del 2001 la popolazione di Kandi assommava a 50.345 persone, delle quali 26.593 maschi e 23.752 femmine. I bambini di età inferiore o uguale ai sei anni assommavano a 7.231, dei quali 3.970 maschi e 3.261 femmine. Infine, coloro che erano in grado di saper almeno leggere e scrivere erano 32.953, dei quali 18.741 maschi e 14.212 femmine.